# 萊利·薩蒙
萊利·薩蒙（英語：Riley Salmon；1976年7月2日—）是一位美國男子排球運動員。他也是美國國家男子排球隊的一員，代表美國參加了2004年和2008年奧運會的比賽，並協助美國在2008年奧運會奪金。